# Мур, Джордж Огастес
Джордж Огастес Мур (англ. George Augustus Moore; 24 февраля 1852, Мур Холл, Мейо — 21 января 1933, Лондон) — ирландский поэт, прозаик, драматург и критик.

## Биография
Из зажиточной ирландской семьи. Прадед торговал вином в Аликанте. Дед был литератором, дружил с Марией Эджуорт. Отец — политик, член парламента. В детстве Джордж Мур дружил с Оскаром Уайльдом, в молодости учился живописи в Париже и вращался в кругах художников-импрессионистов и поэтов-символистов; Эдуар Мане написал его портрет. Он встречался с Ренуаром, Дега, Мане, Доде, Малларме, Тургеневым, Эдуаром Дюжарденом. Вернувшись в Англию, выступил пропагандистом и первым переводчиком Золя. Испытал влияние Записок охотника И. С. Тургенева. Многие его произведения вызывали бурную реакцию в консервативных кругах ирландского общества, их не приобретали отдельные библиотеки и т.п.
В дальнейшем Мур, вместе с драматургом А. Грегори и поэтом У. Б. Йейтсом, стоял у истоков движения «Гэльское возрождение», стремившегося создать национальную ирландскую литературу на английском языке. Оказал влияние на Джойса.
Его (без особой симпатии) упоминает в своей Автобиографии Алисы Б.Токлас Гертруда Стайн, не раз цитирует Борхес.

## Избранные сочинения
- Flowers of Passion, стихотворения (1878)
- A Modern Lover (1883)
- A Mummer's Wife (1885)
- A Drama in Muslin (1886, рус. пер. 1887)
- Confessions of a Young Man (1888)
- Esther Waters (1894, рус. пер. 1895, экранизирован 1948, 1964, 1977)
- Memoirs of My Dead Life (1906)
- Hail and Farewell (1911)
- The Brook Kerith: A Syrian Story (1916)
- Pure Poetry: An Anthology (1924)
- Ulick and Soracha (1926 )
- The Making of an Immortal, драма (1927)
- Aphrodite in Aulis (1930)

## Weblinks
- Article of George Augustus Moore from the Encyclopædia Britannica
- Экранизации на сайте IMDB